# Hydaticus xanthomelas
Hydaticus xanthomelas is een keversoort uit de familie waterroofkevers (Dytiscidae). De wetenschappelijke naam van de soort is voor het eerst geldig gepubliceerd in 1837 door Brullé.